# Kyvon Davenport
Kyvon Davenport (Gainesville, Georgia, 2 de febrero de 1996) es un baloncestista estadounidense que pertenece a la plantilla de Orléans Loiret Basket de la Ligue Nationale de Basket-ball, la primera categoría del baloncesto francés. Con 2,03 metros de estatura, juega en la posición de ala-pívot.

## Trayectoria deportiva
Jugó durante dos temporadas con Georgia Highlands College desde 2015 hasta 2017, año en el que ingresaría en Memphis Tigers para jugar la NCAA durante dos temporadas (2017–2019). En su última temporada como universitario promedió 13 puntos y 7 rebotes por encuentro.
El 15 de agosto de 2019, tras no ser elegido en el Draft de la NBA de 2019, Davenport firmó un contrato de un año con Hapoel Eilat de la Ligat Winner israelí.
Durante la temporada 2019-20 disputaría 20 partidos en los que promedia 13.30 puntos por encuentro.
En la temporada 2020-21, firmaría por el Cholet Basket de la Ligue Nationale de Basket-ball, la primera categoría del baloncesto francés.
El 11 de enero de 2021, Davenport firmó con BC Budivelnyk de la Superliga de baloncesto de Ucrania, en el que promedió 13,8 puntos, 3,3 rebotes, 1,2 asistencias y 1,0 robos por partido. 
El 23 de septiembre de 2021, Davenport firmó con Orléans Loiret Basket de la Ligue Nationale de Basket-ball.